# Cas Asunta Basterra
El Cas Asunta Basterra, també conegut amb el nom d'Operació Nenúfar, fa referència al cas de desaparició i assassinat de la nena gallega d'origen ètnic xinès Asunta Basterra. L'Asunta tenia dotze anys quan va desaparèixer el 21 de setembre de 2013, i l'endemà, el 22 de setembre de 2013, el seu cos sense vida va ser trobat en una pista forestal del municipi de Teo, un poble que pertany a la comarca i àrea metropolitana de Santiago de Compostel·la (Galícia).
El cas va ser anomenat "Operació Nenúfar", ja que la Guàrdia Civil té un protocol que dicta que han de posar un nom distintiu a tots els casos que intervinguin. Aquest nom va ser escollit perquè, per una banda, la posició en la qual el cos de l'Asunta va ser descobert recordava a aquesta flor, i per altra banda, aquesta flor, el nenúfar, prové d'Àsia.
El judici del cas va ser iniciat el 29 de setembre de 2015, i van transcórrer 31 dies fins que la sentència final va ser publicada.

## Persones implicades i testimonis
Asunta Basterra era una nena adoptada xinesa, amb el nom original de Yong Fang. Va néixer el 30 de setembre de l'any 2000, i poc més d'un any després va ser adoptada pel matrimoni (posteriorment divorciat) format per Alfonso Basterra Camporro, de 51 anys, i Rosario Porto Ortega, de 46 anys. Els pares de l'Asunta treballaven de periodista i d'advocada, respectivament. Segons professores i coneguts, era una nena molt intel·ligent i social. Feia extraescolars de música, on tocava el violí i el piano, i classes de dansa.
El cas va ser portat pel jutge José Antonio Vázquez Taín, conegut per portar altres casos famosos, com el cas del robatori del Còdex Calixtí els anys 2011 i 2012.
Rosario Porto va ser defensada per l'advocat José Luis Aranguren i Alfonso Basterra va ser defensat per l'advocada Belén Hospido.
Les principals persones implicades van ser els acusats i la víctima, però hi va haver altres persones que també van col·laborar en el cas fent de testimonis. En algun dels casos, la informació aportada per aquestes va ser decisiva per al desenvolupament del cas.

### Testimoni de Clara Baltar
És una antiga companya d'estudis de l'Asunta i va declarar haver vist, el mateix dia del crim, a la nena acompanyada del seu pare pel centre de Santiago. Aquest testimoni es va produir dos mesos després que comencés el cas, i va capgirar la direcció de les investigacions, ja que contradeia una part de les declaracions d'Alfonso Basterra, que va afirmar no haver sortit del seu pis de Santiago en tota la tarda, més concretament, que es va quedar cuinant, i que després va asseure's a llegir una estona.

### Testimoni del veí de la finca deTeo
Aquest home va ser interrogat perquè es creu que va ser la primera persona a veure a Rosario Porto després del crim. Segons les investigacions i les seves declaracions, Porto va sortir de la finca amb el seu cotxe amb la nena dins. És en aquest moment que es va creure que ell va ser la primera persona a veure-la després dels fets. El veí va afirmar que va veure Porto amb una actitud nerviosa.
Com a dada important, va dir que ell mai havia tingut claus de la casa, dada que recolza la hipòtesi que Porto i Basterra eren les úniques persones que tenien claus de la finca, en la qual algú, quatre dies abans del crim, va estar-hi des de les 19.35 fins a les 22.40 hores, un interval de temps per al qual els acusats no troben explicació, per la mort de la nena. Es creu que en aquest període podrien haver estat intentant o assajant el crim.

### Testimoni d'alguns dels investigadors de laGuàrdia Civil
Els policies que van anar la nit del crim a investigar a la finca que tenien a Teo, van declarar que quan van dir si podien accedir-hi, Rosario va negar-s'hi, però Alfonso sí que estava disposat a acompanyar-los. Un cop allà, Porto va dir que havia d'anar al bany, però, en comptes de fer això, va pujar les escales neguitosa. I dins de l'habitació on va entrar, es va dirigir a una paperera de vímet on hi havia uns fragments de cordes. Unes cordes que a simple vista semblaven les mateixes que es van trobar a l'escenari del crim, al costat del cos de la nena. I també van dir que Rosario els havia dit que havia anat sola fins a la casa, tot i que posteriorment es van trobar gravacions que demostraven que mentia. Aquest va ser el motiu de la seva detenció.

### Testimoni de la professora de ballet
Ella va ser una de les primeres persones a advertir i notificar la situació física de l'Asunta. Pel que fa a la relació mare-filla, la professora diu que a les tutories que tenia amb Rosario, Porto no acudia per parlar de com estava la nena o dels seus processos en la dansa, ella anava per parlar que l'Asunta era una nena superdotada, i que ballava molt bé; és a dir, que no era ben bé una consulta a la professora, sinó que era un 'jo et diré com és la meva filla i tu em donaràs la raó', així ho afirmava la professora. També afirma que últimament (setmanes abans de morir) la nena es trobava sovint marejada, i que una vegada en notificar-ho a la mare, aquesta va contestar-li que havia pres moltes pastilles i que per això es trobava marejada.

### Testimoni de Barbara Katerina
La professora de música d'Asunta. Afirma que diverses vegades la nena havia acudit a les classes 'atordida i marejada'. Això va portar la policia a fer unes anàlisis toxicològiques del cadàver d'Asunta, d'on van extraure que durant tres mesos previs a la mort de la nena se li havien estat subministrant altes dosis de lorazepam. En un cas concret, el dia 16 de juliol, Asunta tenia una actitud estranya, parlava molt a poc a poc, estava marejada i, a causa d'això, ella va preguntar a la nena què li passava, i aquesta va respondre que els seus pares l'estaven enganyant, que li havien fet prendre una pols blanca, i que la van tenir dos dies seguits dormint. 'No sé el que m'està passant, m'estan enganyant', és el que hauria dit la nena. Afirma que la mare es preocupava molt pel futur de la seva filla, i que en qualsevol conversa parlava de la nena.

### Testimoni de María Isabel Veliz
Padrina i cuidadora d'Asunta. Declara que la relació entre la família era idíl·lica. Sobretot que la mare sempre intentava potenciar al màxim les habilitats i capacitats de la seva filla.

### Testimoni d'Isabel Álvarez
Mare d'una amiga. Van convidar la nena a passar un cap de setmana amb elles, ja que era amiga de la seva filla. I en un recorregut en cotxe, on va proposar que expliquessin acudits, Asunta va explicar la següent història: 'Un dia, estava dormint, i una persona em va intentar matar, i la meva mare la va fer fora. I si no em creus, li preguntes a la meva mare.' Isabel diu que arribat aquest punt la nena ja estava totalment fora de si.

## Desenvolupament
Tot comença la nit del 21 de setembre. Els pares de l'Asunta acudeixen a la comissaria de Santiago vora les 22.15 hores per denunciar la desaparició de la seva filla. Informen la policia que l'Asunta s'havia quedat des de les 19.00 a casa, i que aproximadament a les 21.45 hores, quan la mare torna a casa, la nena no hi era, l'alarma estava connectada i la porta tancada amb clau.
Seguidament, truca des del telèfon fix al seu exmarit per explicar-li que la nena no hi és. Alfonso decideix anar a la casa on han passat els fets i decideixen anar a posar la denúncia de desaparició.
Més tard, un inspector de la policia va a casa de la nena per inspeccionar i registrar l'habitació de la nena. Allà troba un parell de sabates de l'Asunta, tot i que la mare diu que en portava unes altres posades. Cosa que ja va fer començar a sospitar, ja que més tard, quan van trobar el cos, la nena no portava sabates.
Alfonso Basterra i Rosario Porto es queden sols a partir de les 24.00 hores, quan la policia acaba el registre.
Al poc temps, uns veïns de Teo que havien sortit a passejar troben el cadàver situat en una pista forestal dels afores de Teo. Sense senyals d'arrossegament, cosa que indica que el cos va ser dipositat amb cura en la posició en què va ser trobat.
Segons els agents, la nena va morir unes quatre hores després de dinar, aproximadament sobre les 19.00 hores. Això se sap per l'estat en què es trobava el menjar dins de l'estómac. Menjar que va ser trobat juntament i barrejat amb dosis d'orfidal, el medicament amb què els tres mesos anteriors a la mort havien estat sedant a l'Asunta. Tant la mare com el pare van confirmar que van dinar junts, així que això va fer sospitar més encara sobre ells. Després de l'anàlisi toxicològica que va confirmar la hipòtesi de la sedació, el jutge José Antonio Vázquez Taín va elevar el delicte d'homicidi a assassinat.
Totes les mirades apuntaven cap als pares, Alfonso Basterra i Rosario Porto, com a principals sospitosos. Posteriorment, a causa d'incoherències i ambigüitats en les seves declaracions, van ser detinguts pel delicte d'homicidi.
D'acord amb les dades recollides durant la investigació, aquesta va girar entorn d'un seguit de pistes, entre les quals es troben:
• Les cordes que es van trobar a l'escenari del crim: A l'escenari on es va trobar el cos hi havien uns fragments de cordes amb els quals s'hauria lligat a la nena perquè no es pogués defensar. Corda que poc temps després va ser trobada també dins d'una paperera a la casa familiar de Rosario.
• Drogació a base d'orfidal: segons les anàlisis dels cabells de l'Asunta, hi havia presència del medicament ansiolític lorazepam en quantitats tòxiques i perjudicials ingerides tres mesos abans de la mort.
• Incoherències i ambigüitats en les declaracions d'Alfonso i Rosario: els dos confirmaven haver estat fent coses la tarda de la mort, que després, gràcies a càmeres de seguretat i testimonis, es va saber que era mentida.
• Fotografies sospitoses: a l'ordinador d'Alfonso s'hi van trobar unes fotografies en les quals la nena estava posada en una postura 'sexual' molt poc adequada per la seva edat. Tenint en compte el seguit de fotografies, es va poder treure la conclusió que la nena en aquell moment estava sedada.
Les investigacions van continuar fins al dia del judici.
En juny de 2014, el jutge Taín va posar fi a la instrucció del cas, donant pas al procés del judici oral. La selecció del jurat popular es va iniciar el maig de 2015, estant previst l'inici del judici entre el 23 de juny i el 17 de juliol del mateix any. Tot i que va haver-hi algunes dificultats que va fer que comencés a principis d'octubre.
Finalment, el judici del cas va començar el dia 29 de setembre de 2015, a poc més de dos anys de la mort d'Asunta Basterra. En aquest judici van intervenir 86 testimonis i 60 pèrits. Rosario i Alfonso van declarar durant els dies 1 i 2 d'octubre.
En aquest judici es van exposar tots els indicis fins al moment. Les defenses dels acusats van implantar com a principal argument que, ja abans de començar el judici, els mitjans de comunicació havien fet especulacions sobre els fets i la culpabilitat dels pares, i que això va influir en els pensaments dels jutges, és a dir, que anaven amb una idea pressuposada de la culpabilitat d'Alfonso i Rosario.
En l'interrogatori de Rosario Porto, se li van fer preguntes sobre la seva relació amb la filla, la relació amb Alfonso i el seu estat psicològic i emocional. En una de les seves declaracions, se li va preguntar sobre un fet que va ocórrer la nit del 4 al 5 de juliol, un fet que va ser peça clau en la investigació.
Tornem mesos enrere, abans de la mort de la nena. Ens situem a la nit del 4 al 5 de juliol de 2013. Eren les 4.30 de la matinada, i Rosario estava dormint quan de sobte es desperta a causa dels crits de la seva filla. Va directament a l'habitació de l'Asunta i es troba un intrús encaputxat intentant ofegar la seva filla. Després d'un petit forcejament, aquest intrús marxa corrents per la porta.
El punt sospitós d'aquest fet va ser que la mare no va trucar a la policia, ni va portar la nena a l'hospital. Ella ho va justificar dient que no volia traumatitzar ni preocupar a la seva filla. I la hipòtesi que se'n va traure d'això va ser que aquest intent de matar a la nena podria haver sigut un assaig del que posteriorment haurien fet Alfonso i Rosario per matar-la.
En l'interrogatori a Alfonso Basterra se li va preguntar sobre la relació que tenia amb la seva filla, la relació amb Rosario i quins van ser els motius del seu divorci amb ella, també se li va preguntar sobre les fotografies que es van trobar en el seu ordinador. Ell afirmava que aquestes fotografies van ser totalment tretes de context.
Finalment, el 30 d'octubre de 2015, el jurat popular va determinar culpables tant a Alfonso Basterra com a Rosario Porto de l'assassinat d'Asunta Basterra.

## Cronologia i reconstrucció dels fets
Aquest és l'ordre en què van ocórrer els fets:
- 1996: Alfonso Basterra i Rosario Porto es casen.
- 2001: el matrimoni adopta a Asunta, nascuda el 30 de setembre del 2000.
- 2013: els acusats se separen després d'un matrimoni de 17 anys. A partir de l'estiu comencen a drogar a la nena amb orfidal, la substància que conté lorazepam.

- 5 de juliol: un home emmascarat entra a la matinada a casa de Rosario Porto i intenta matar la seva filla. El pare d'Asunta compra 50 comprimits d'orfidal. Aquell mateix dia els subministren a la nena.[12]

- 9 de juliol: tornen a donar-li orfidal. Asunta tenia classe de música el mateix dia a la tarda. Hi va, però és incapaç de concentrar-se i se sent marejada i adormida.

- 17 de juliol: Alfonso obté 25 comprimits més d'orfidal, amb l'excusa que els que havia comprat anteriorment se'ls deixa en un hotel.[12][13]

- 18 de juliol: Basterra demana cita amb el metge de capçalera i adquireix 50 comprimits més.

- 30 de juliol - 22 d'agost / 28 d'agost - 10 de setembre: Asunta queda lliure de les subministracions d'orfidal, ja que passa aquest temps amb la seva padrina.

- 16 de setembre: el pare de la nena adquireix 50 comprimits més d'orfidal a través d'un metge privat, que també donen a la nena.[12]

- 18 de setembre: Asunta no va l'escola perquè no està en condicions d'assistir.

- 21 de setembre:[14][15]
  - 13.55: Asunta deixa casa seva.
  - 14.00: passa per davant de la càmera d'un caixer, anant cap al pis del seu pare, amb qui, juntament amb la seva mare, dina.
  - 14.30 - 15.30: mentre dina amb la seva família, els pares li subministren una dosis tòxica de lorazepam.
  - 16.59: es registra una trucada des del mòbil d'Alfonso.
  - 17.21: Asunta passa per davant de la mateixa càmera de seguretat de camí al pis de la seva mare.
  - 17.28: la mateixa càmera capta a Rosario anant també cap al seu pis.
  - 17.38: el mòbil d'Asunta, situat al pis de la seva mare, registra una connexió.
  - 18.12: Rosario Porto apareix en una càmera entrant al garatge de casa seva.
  - 18.18: uns coneguts de l'Asunta i la seva família la veuen amb el seu pare anant cap a casa de Rosario.
  - 18.20: Asunta puja al cotxe amb la seva mare i es dirigeixen cap a la casa de Teo.
  - 18.22: el cotxe conduït per Rosario passa per una rotonda cap a Teo. Per les gravacions es veuen unes figures a la part davantera del cotxe que corresponen a Porto i a Asunta. Es creu que el pare podria anar als seients de darrere, on amb les càmeres no se l'hagués pogut veure.
  - 18.35: l'alarma de la casa de Teo es desconnecta.
  - 19.00 - 20.00: aquesta és l'hora estimada pels forenses de la mort d'Asunta Basterra. Asunta és asfixiada pels seus pares. Una vegada morta la traslladen a una pista forestal a quatre quilòmetres de l'habitatge. Suposadament, a les 19.00, Rosario hauria deixat a Asunta a casa estudiant, fet que es va desmentir gràcies a les gravacions.
  - 19.29: la mare estableix una connexió a dades d'internet.
  - 20.47: el mòbil del pare registra una connexió.
  - 20.53: l'alarma de la casa de Teo es torna a connectar. A aquesta hora (aproximadament) un veí de la finca saluda a Porto, que anava dins del cotxe, però la nena que hauria anat amb la mare fins allà no hi era dins.
  - 21.00: el pare apareix fins a nou vegades passant per davant de les càmeres de seguretat del banc.
  - 21.05: el mòbil de la nena registra una connexió, a la que segueixen entorn a una vintena a diversos telèfons, fetes pel pare.
  - 22.00: Rosario Porto i Alfonso Basterra decideixen anar a la policia a fer la denúncia de la desaparició de la seva filla, Asunta Yong Fang.
  - 23.00: un guàrdia civil va al pis de Porto per fer uns registres i analitzar l'escenari. A l'habitació de la nena troba un parell de sabates, dada curiosa perquè més tard, quan el cos va ser trobat, la nena no portava sabates.
  - 00.40 (aprox.): un veí passa pel camí on més tard va ser trobat el cadàver sense veure res estrany.
  - 01.00: dos vianants que estaven passejant troben el cadàver de la nena en una pista forestal propera a una finca familiar de Rosario Porto, en el municipi de Teo. Junt amb el cos, hi ha trossos de cordes, idèntics als que més tard es van trobar a la casa familiar de Porto en una inspecció.
  - 07.00: es produeix l'aixecament del cos.

- 24 de setembre: després de la incineració del cos, Porto és detinguda i imputada pel delicte d'homicidi.

- 25 de setembre: la Guàrdia Civil arresta Alfonso Basterra, també per delicte d'homicidi.

- 27 de setembre: el jutge decreta presó per ambdós.

- 4 d'octubre: les anàlisis toxicològiques revelen dosis elevades d'ansiolític en el cadàver d'Assumpta.[7]

- 9 d'octubre: les anàlisis de la roba de la víctima revelen restes de semen a la samarreta.[16] Més tard es va treure la conclusió que aquesta mostra de semen havia estat una contaminació dins del laboratori.[17]

- 18 d'octubre: les anàlisis toxicològiques revelen que la menor va consumir altes dosis de lorazepam tres mesos i hores abans de la mort.[7]

- Desembre: després d'analitzar el semen de la samarreta, es troba l'home corresponent a l'ADN. Aquest és imputat en el cas. L'acusat nega que estigués a Galícia el dia dels fets.

2015
- 8 de gener: es filtren converses que els pares d'Asunta van mantenir mentre estaven en presó preventiva. Conversa en la qual hi havia comentaris sospitosos, com, per exemple, quan Porto li deia això al seu marit: "T'ha donat temps a desfer-te d'això?". "Calla, que potser ens estan escoltant", li va respondre Basterra.[18]

- 14 de gener: dues professores de música d'Asunta declaren davant del jutge que el 9 de juliol van veure a la nena "drogada, com somnàmbula".

- 2 d'abril: el jutge aixeca la imputació al tercer imputat, l'home corresponent al semen de la samarreta de la nena, en considerar que hi va haver contaminació dins el laboratori.

- 4 de juny: Basterra emmagatzemava en el seu portàtil material eròtic i pornogràfic asiàtic.[19]

- 12 de juny: posposen fins després d'agost el judici que s'havia de celebrar el 23 de juny, davant la impossibilitat de reunir alguns membres del jurat.

- 19 de juny: el jutjat posa fi a la instrucció del cas.

- 25 de juny: el fiscal demana 18 anys per a cada un dels pares per assassinat.

- 22 de juliol: el jutge prorroga la presó preventiva per als pares d'Asunta.

- 29 de setembre: inici del judici.

- 1 i 2 d'octubre: declaren Alfonso Basterra i Rosario Porto.

- 26 d'octubre: el jurat popular que jutja Rosario Porto i Alfonso Basterra per la mort violenta de la seva filla, Asunta, comença a deliberar.

- 30 d'octubre: es coneix el veredicte del jurat, que considera per unanimitat culpables els pares de la mort de la seva filla.

## Sentència final
La sentència final va ser anunciada el dia 30 d'octubre de 2015. El tribunal va declarar per unanimitat a Rosario Porto i a Alfonso Basterra culpables de la mort de la seva filla, Asunta Yong Fang Basterra. Conclouen que la van sotmetre a medicines sedants durant mesos, i que finalment la vas asfixiar per sufocació. També que van administrar-li lorazepam de manera acordada.
El fet de no haver trobat 'evidències no provades' va fer que es denegués la possibilitat d'indult i la suspensió de la pena.
El veredicte final va ser de 18 anys de presó per Alfonso i Rosario, sense possibilitat d'indult o de suspendre la sentència.

## Documentals
"Lo que la verdad esconde: operación Nenúfar" és una minisèrie documental estrenada a Antena 3, produïda per Atresmedia Televisión, en col·laboració amb Bambú Producciones i dirigida per Elías León Siminiani.
En aquest documental, es recullen declaracions de jutges, testimonis, autoritats i advocats, a partir de les quals s'investiga, i s'explica tot el que va estar implicat en la mort de l'Asunta Basterra a partir de recreacions i testimonis.
El 26 d'abril del 2024 es va estrenar a Netflix El cas Asunta, una minisèrie de sis capítols sobre el cas.

## Mort a presó de Rosario Porto
El 18 de novembre de 2020, la mare d'Asunta, que patia trastorns depressius i tenia tendències suïcides (s'havia intentat treure la vida sense èxit el 12 de novembre de 2018), va ser trobada penjada a la seva cel·la de la presó de Brieva, a Àvila. Tenia tots els objectes personals ordenats, cosa que fa pensar que era un acte premeditat.